# Teatro Talia (Tagliacozzo)
Il teatro Talia è il teatro della città di Tagliacozzo, in Abruzzo. Realizzato nel 1686 nei locali di un ex monastero benedettino, venne ufficialmente inaugurato nell'agosto del 1832.  

## Storia

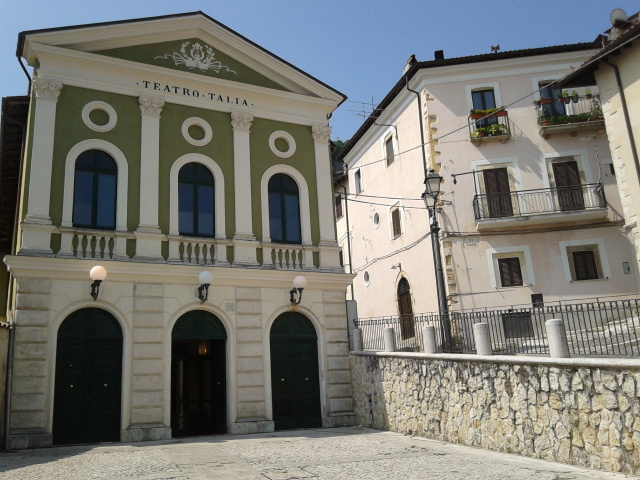
Facciata del teatro Talia

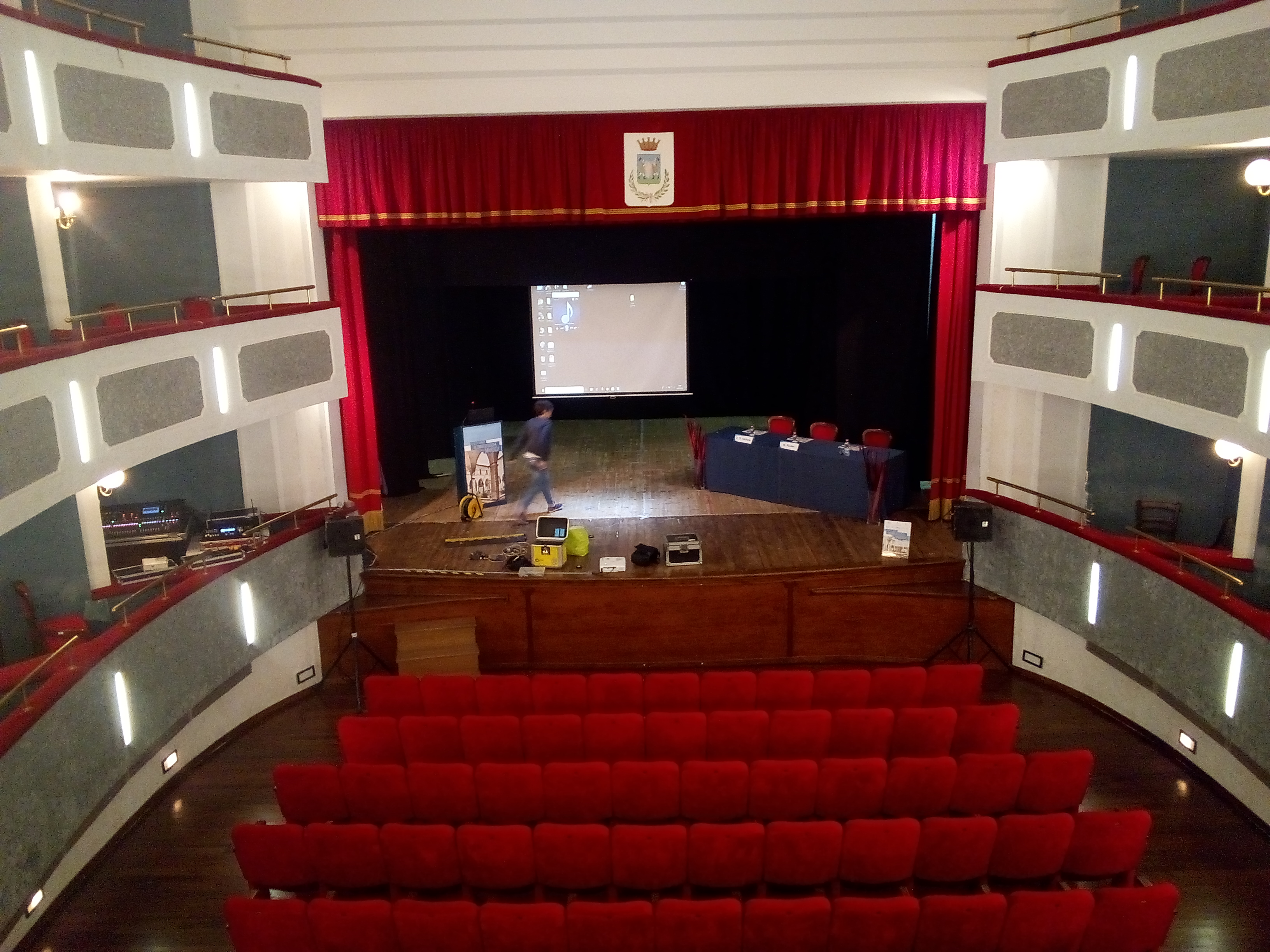
Il palco visto dalla galleria

Il teatro a Tagliacozzo venne realizzato nel 1686 nei locali di un monastero maschile benedettino soppresso da Papa Innocenzo X nel 1652 e connesso fino ad allora al più noto monastero femminile dei Santi Cosma e Damiano. Nella struttura originaria del XVII secolo il palcoscenico venne realizzato al centro della struttura con la platea posta di spalle. Nella prima metà del XIV secolo ci fu l'esigenza di modificare il teatro su un progetto architettonico più moderno tanto da invertire la posizione di palcoscenico e platea. 
La struttura acquistata dal comune di Tagliacozzo venne ufficialmente inaugurata nel mese di agosto del 1832. Il teatro venne dedicato al re Ferdinando II che un mese prima ebbe modo di visitare la cittadina marsicana. Per questo motivo, secondo alcune fonti storiche, poco prima dell'Unità d'Italia, i garibaldini diedero fuoco all'edificio che riportò danni non irreparabili. Il comune, dopo aver effettuato i necessari lavori di restauro tra il 1887 e il 1888, procedette ad una nuova inaugurazione. 
Il 2 ottobre del 1888, in concomitanza con l'arrivo dell'elettricità nella zona, venne di nuovo inaugurato e dedicato a Talia, musa della commedia che, stando ad una leggenda, riposava sulle rive del fiume Imele dando così il nome Taliae-Otium al luogo. 
Il teatro è stato utilizzato anche come sala cinematografica; nel 2002 è stato portato a termine un nuovo restauro degli ambienti esterni ed interni.

## Descrizione
La facciata presenta un frontone decorato, tre grandi finestre sormontate da oculi e tre portali d'ingresso. Internamente la platea, di forma ovale, ha una capienza di 64 posti a sedere. La struttura si compone inoltre di tre ordini di palchi per una capienza totale di 204 posti a sedere. Il palcoscenico ha una superficie di circa 100 metri quadri. Il foyer è posto nel secondo ordine dei palchi. Il teatro è dotato di uno schermo cinematografico.